# Xenophora (Xenophora) neozelanica
Xenophora (Xenophora) neozelanica is een slakkensoort uit de familie van de Xenophoridae. De wetenschappelijke naam van de soort is voor het eerst geldig gepubliceerd in 1908 door Suter.